# Святое (озеро, Западнодвинский район)
Святое — озеро в Тверской области России, принадлежит бассейну Западной Двины.
Расположено на территории Бенецкого сельского поселения Западнодвинского района, в 40 километрах к юго-западу от города Западная Двина. Находится на расстоянии 180 метров от границы с Псковской областью.
Вытянуто с востока на запад на 1,34 км. На северо-востоке залив длиной 250 метров. Ширина озера до 0,4 км. Площадь водной поверхности — 0,5 км², протяжённость береговой линии — более 3,5 км.
Окружено болотами и лесами (на юге). Населённых пунктов на берегу озера нет. В 1,5 километрах к востоку расположено схожее по размерам озеро Халуно. 